# Piramidna mišica
Piramidna mišica (latinsko musculus pyramidalis) je trikotna mišica trebuha, ki se nahaja v spodnjem delu pred premo trebušno mišico in v njegovi ovojnici. Izvira iz simfize sramnice ter se končuje v linei albi.
Funkcija mišice je natezanje linee albe.
Oživčuje jo živec subcostalis.